# Czoło (fortyfikacja)

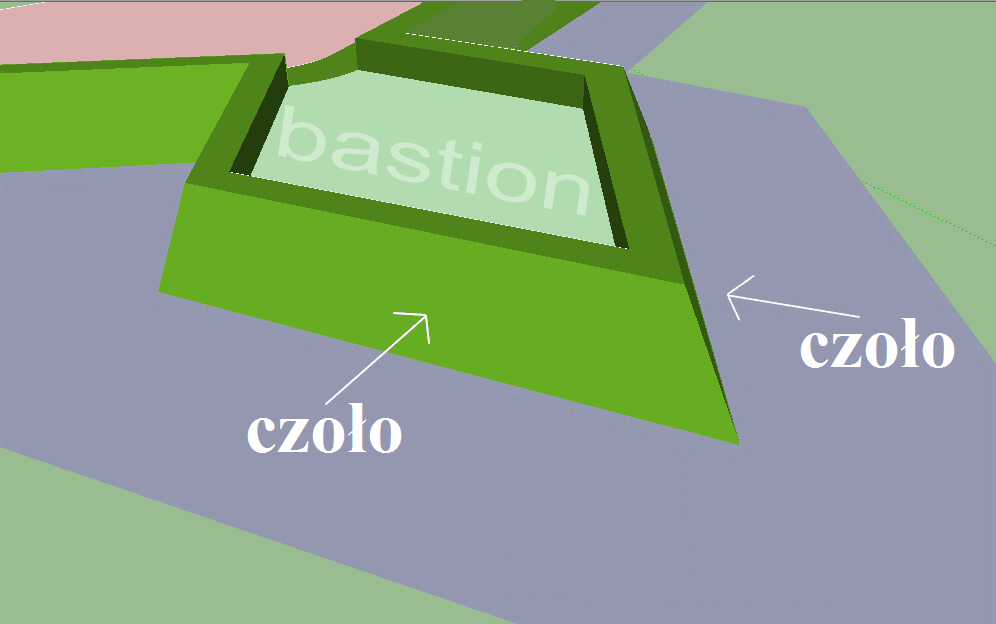
Czoło bastionu

Czoło – strona dawnego obiektu fortyfikacyjnego skierowana w stronę przewidywanego ataku przeciwnika (w stronę przedpola), np. czoło bastionu czy lunety.